# Lol Coxhill

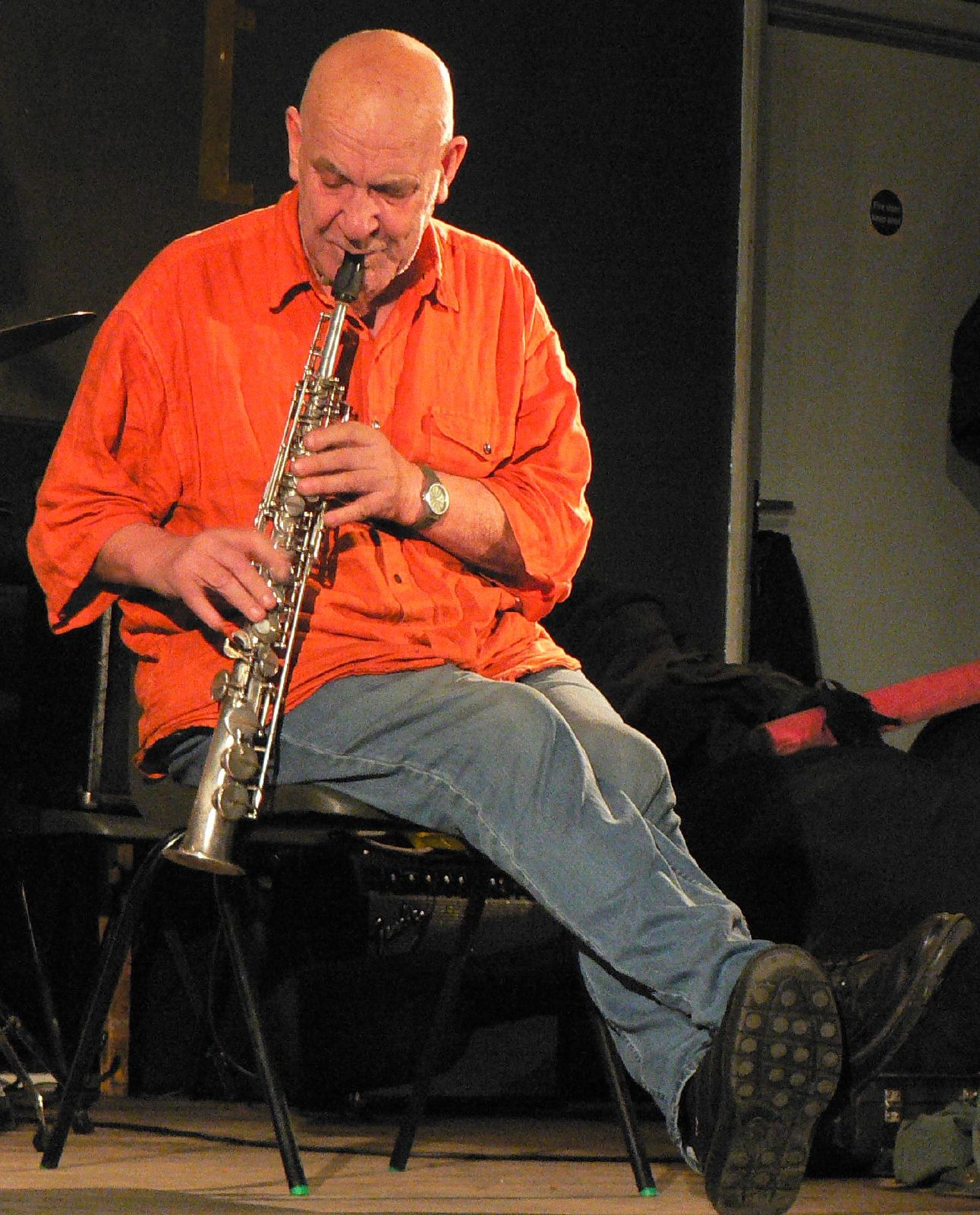
Lol Coxhill (2007)

George Lowen Coxhill (* 19. September 1932 in Portsmouth, England; † 9. Juli 2012) war ein britischer Jazzsaxophonist und Schauspieler.  

## Werdegang
Coxhill lernte das Saxophonspiel in Privatunterricht und absolvierte eine Buchbinderausbildung. Er spielte zunächst in Amateurbands Rhythm and Blues und wurde 1954 Berufsmusiker. Er arbeitete dann ebenso mit Tubby Hayes, Joe Harriott und Mose Allison wie im Bluesbereich weiterhin mit Otis Spann, Steve Miller, Champion Jack Dupree, Lowell Fulson, Rufus Thomas und Alexis Korner. Daneben pflegte er Soloauftritte und arbeitete seit Mitte der 1970er Jahre zunehmend mit Musikern wie Harry Miller, Steve Lacy, Evan Parker, Anthony Braxton, John Stevens und dem Spontaneous Music Ensemble, Stan Tracey, Franz Koglmann oder Achim Knispel. 
Anfang der 1980er Jahre war er im Trio The Melody Four mit Steve Beresford und Tony Coe tätig, später dann mit dem Trio The Recedents und der Großformation Before My Time sowie Louis Moholos Dedication Orchestra. Daneben entstanden Duos mit Pat Thomas, Misha Mengelberg oder Veryan Weston. Außerdem machte er Straßentheater und wirkte in der Performanceszene sowie in Filmen wie Frog Dance, Sally Potters Orlando oder Caravaggio. Außerdem spielte Coxhill mit der Punkgruppe The Damned und wirkte in Projekten von Penny Rimbaud, Morgan Fisher und Hugh Hopper sowie als Gastmusiker bei Technobands wie Ultramarine oder 46000 Fibres mit. Seine Digswell Duets (mit Simon Emmerson bzw. Veryan Weston) wurden 1998 in die Liste “100 Records That Set the World on Fire (While No One Was Listening)” von The Wire aufgenommen. 2013 erschien posthum das mit Michel Doneda eingespielte Album Sitting on Your Stairs (Emanem).